# Зейгерование
Зейгерование (от нем. Seigern — разделяться) — в цветной металлургии процесс разделения сплава на составные части.
Зейгерование основано на разности температур плавления составных частей какого-либо сплава. Так как температура каждого элемента различна, то при медленном нагревании сплава из него выплавляются сначала металлы и смеси с более низкими температурами плавления.
При увеличении температуры плавятся более тугоплавкие элементы и т. д.
Для зейгерования применяют отражательные печи с наклонным подом.
Пример: более легкоплавкий металл, например, свинец, выделяется при температуре выше 327 °С, а тугоплавкий, к примеру, медь или серебро, при такой температуре остаются в твёрдом состоянии.